# 彩色紙屑

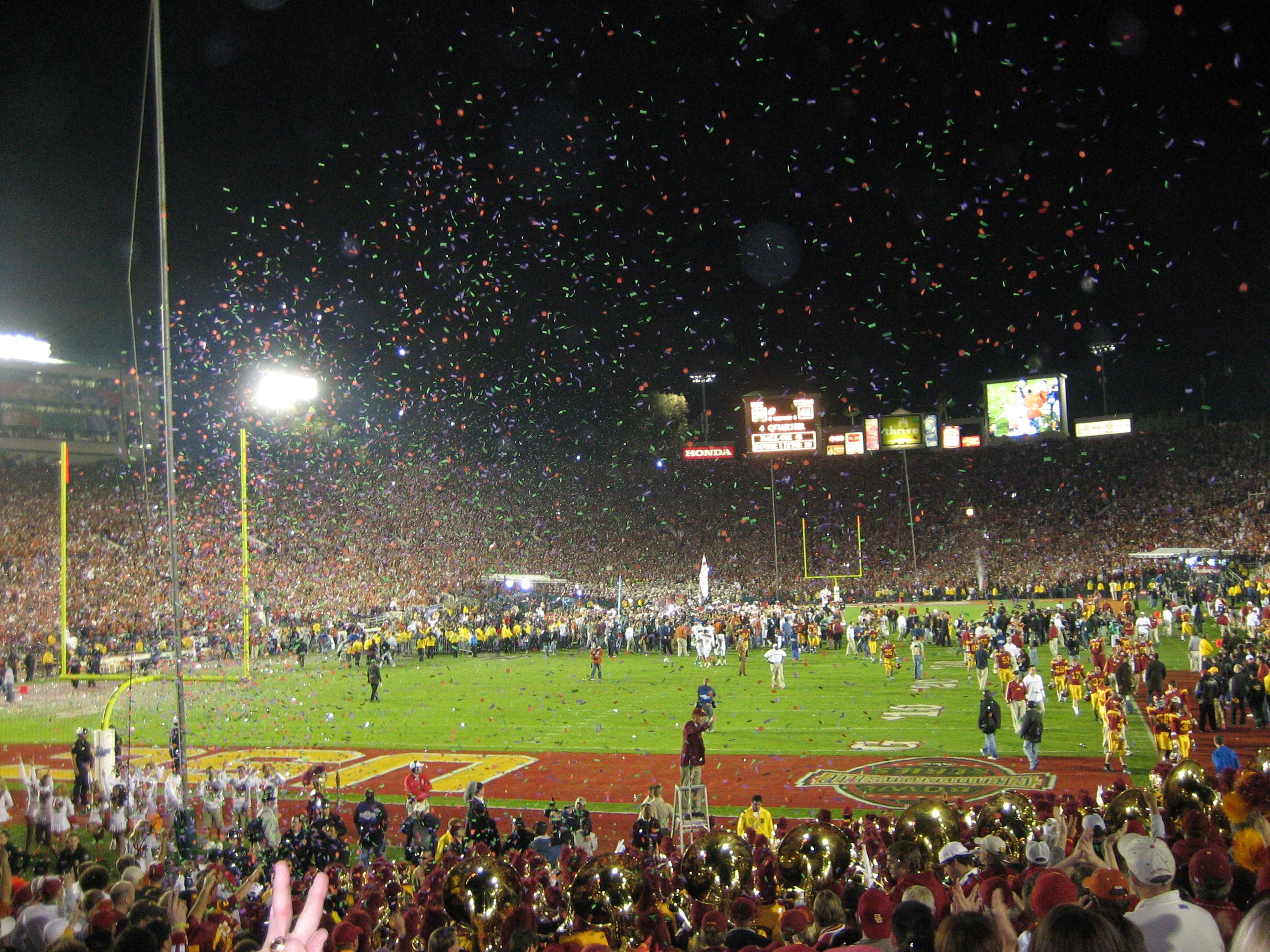
一場球賽賽後慶祝畫面，彩色紙屑飄滿空中

彩炮（義大利語：Coriandoli），指以聚脂薄膜或金属材料为原料的多种色彩的纸片碎屑，通常用于巡遊，运动会等庆祝活动，特别是婚礼庆祝上。早期的纸屑源于意大利。现代意义上的彩色纸屑可以追溯到中世纪后期，当时“异教徒”的发展十分兴盛，他们在以谷类和甜食为主的特殊的象征性仪式上大量用到这些彩色纸屑。